# 2021年颱風璨樹對臺灣的影響
颱風是普遍認為在2016年之後對臺灣最具威脅的颱風，在9月11日到12日颱風從臺灣東部近海通過，強風使蘭嶼的測站測得十七級陣風，在全臺灣造成有80,194戶停電和368件災情，雖然有一名溪邊的釣魚人士被洪水沖走而罹難，不過屬間接的影響而未被計入災情。

## 背景、颱風路徑及颱風警報
上次有強烈颱風登陸或近距離通過已經要回朔到2016年度，當年有兩個強烈颱風吹襲臺灣，分別為尼伯特和莫蘭蒂；自2017年以後的三個年度，沒有中度颱風以上強度的颱風登陸或近海擦過臺灣，僅有一個輕度颱風登陸臺灣，即2019年的白鹿；在2018年有熱帶性低氣壓登陸造成水災，然而在2020年沒有任何熱帶氣旋在臺灣降下強降雨，導致在隔年上半年發生嚴重的旱災。璨樹在關島附近形成，形成後向西移動，交通部中央氣象局在9月10日清晨5時30分發出海上颱風警報，此時已經為強烈颱風，隨後該機構於當日下午5時30分發布海上陸上颱風警報，此時颱風從菲律賓東方海面向西北接近臺灣，隔日在接近的過程中減弱為中度颱風，之後轉向北移動通過臺灣東部近海，在9月12日白天最接近臺灣，通過近海後加速向北遠離臺灣，中央氣象局先在當日晚間8時30分解除陸上颱風警報，再於隔日凌晨2時30分解除所有的颱風警報。

## 防災措施

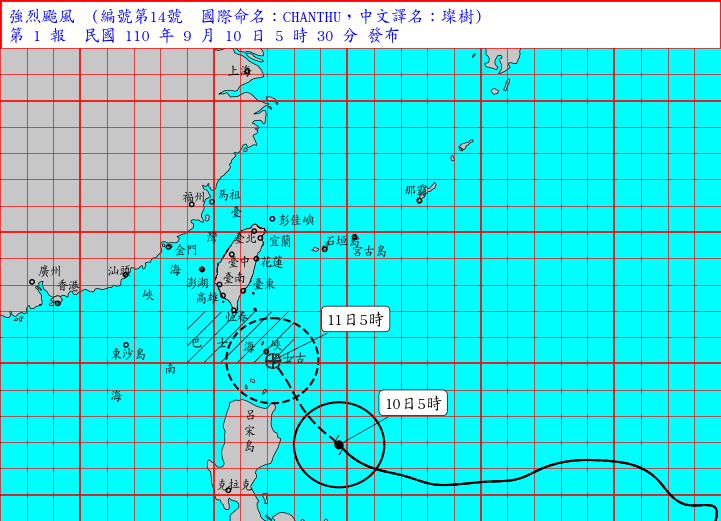
中央氣象局對颱風璨樹發布第一報的颱風警報，圖為24小時預測圖。

在颱風警報發布前，政府和民間單位就已經預期璨樹會影響臺灣，台灣颱風論壇在臉書上的天氣特急專頁指出璨樹可能是5年來吹襲臺灣最強颱風。在臺東縣的熱氣球嘉年華活動因應颱風的影響而提前結束，該縣的綠島和蘭嶼兩座外島的遊客提前返回本島，島上的居民加緊的採購防災物資。經濟部水利署進行了防洪設施的整備，並呼籲居民清理排水溝以防止大雨導致洪水宣洩不及；臺灣自來水公司擔心大雨造成原水濁度提高影響供水，呼籲居民儲備水源；超市增加了備貨量以因應預期的搶購潮；在花蓮的店家拆除了招牌和帆布，防止其被吹落造成生命和財產的損失。隨著陸上颱風警報的發布，經濟部風災應變小組以一級開設；國軍第四作戰區投入了589名兵力進行防災。因應璨樹的下沉氣流可能導致高溫，中央氣象局針對新竹、桃園和金門發出高溫特報。經濟部水利署在石門水庫、寶山第二水庫、鯉魚潭水庫、虎頭埤及鹽水埤進行預警性放水，以增加滯洪空間；在墾丁國家公園的海邊皆被插起紅旗表示禁止一切的海邊活動；中央災害應變中心以一級開設；沿海作業的漁船返回港口避難，漁民使用多條繩索將漁船固定在岸邊；國軍部署的防災兵力添加至31,000餘人，並部屬了4,100部的防災車輛。在花蓮的農民搶收部分的農作物；在高雄市桃源區，上個月因熱帶性低氣壓侵襲而發生嚴重的水災，使該區許多聚落的聯外道路中斷，在重建期中再受颱風的威脅，當地居民囤了兩星期的民生物資。在全臺灣總計有2,727人從家中撤往其他地方避難。

## 交通影響
立榮航空停飛了9月11日松山機場到臺東機場全日的航班及同日下午所有的國內航班，華信航空則在當日傍晚陸續停飛；前往離島的交通船在9月11日開始陸續停航，僅在上午有少數前往小琉球的航班營運；公路總局在9月11日晚間針對一些危險路段進行預警性封閉，包括蘇花公路、中部橫貫公路、南部橫貫公路和那瑪夏區的連外道路，臺灣鐵路管理局的東部幹線及南迴線對號列車在9月11日傍晚開始停駛。隨著颱風遠離，各項交通也陸續恢復，臺灣鐵路管理局在9月12日晚間陸續復駛先前停駛區間的對號列車，各航空公司的航班也在9月13日陸續恢復。

## 停班停課情況
在9月11日上午，臺東縣的綠島鄉和蘭嶼鄉先行停班停課，下午停班停課的範圍擴展到臺東縣全縣，當日晚間花蓮縣也實施停班停課。在9月12日，上述的兩個縣和宜蘭縣、基隆市、臺北市及新北市全域停班停課，另外在桃園市和高雄市的山區也實施停班停課。隨著颱風的遠離，在9月13日所有地區皆恢復正常。

## 風雨及災情

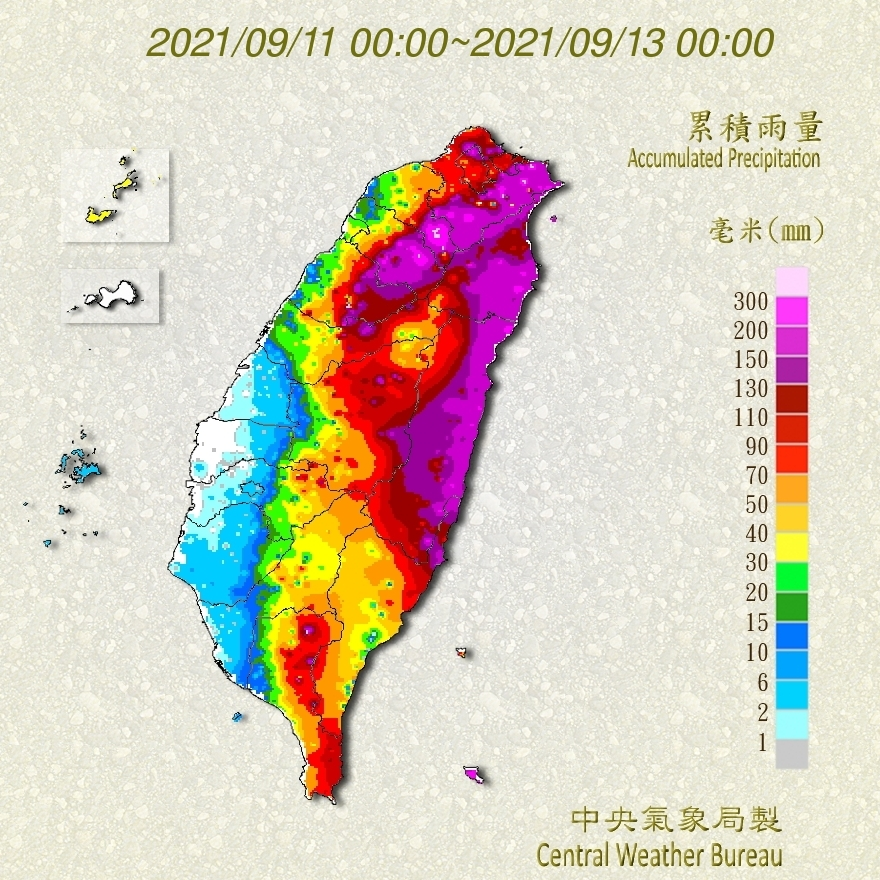
2021年9月11日和9月12日兩日臺灣累積雨量圖

在臺東縣，颱風在9月11日晚間最接近蘭嶼，島上的氣象站測得17級強陣風，強風導致住戶的鐵皮被吹掀，道路上有一推被吹散的雜物，電力設施受到損壞，島上共有3339戶停電；在綠島，有一艘漁船的船艙因強風而發生漏水，臺東第十三岸巡隊通知相關單位，使用吊車將破損的漁船釣上岸；在卑南有一片香蕉田受災嚴重，田裡的700顆香蕉樹全數被強風吹倒。9月12日白天颱風離臺灣本島的陸地最近，颱風在東北角外海通過時，西側的眼牆擦到陸地，產生的巨浪打上北部濱海公路；在臺北市，基隆路二段有一棵路樹被強風吹倒，倒塌的樹木橫跨了三線車道，並壓到一輛汽車；在新竹縣，尖石鄉秀巒村有一處山坡因颱風造成的降雨，使土壤含水量高進而發生山崩，崩落的土石蓋過道路和房舍；在臺中市，大雨使中部橫貫公路旁的山坡發生落石和樹木倒塌，導致一度僅能單線雙向通行；在南投縣的埔里酒廠旁，一棵存在超過一百年的樟樹被強風吹倒，差點壓到汽車，在苗栗縣的後龍溪有一名溪邊的釣魚人士落水失蹤，經過搜救後在下游發現其屍體，另外有兩名外籍勞工受困在河道中央的沙洲。颱風使臺灣有80,194戶停電，有8處的淹水災情，所有災情共計368件，中央災害應變中心認為包含溪邊釣魚人士落水的所有傷亡事故皆屬間接性影響，未被計入災情；由於颱風在接近時受中央山脈的影響而稍微東偏，因此受災情況沒有到很嚴重，在高山的阻擋下，西半部受到的影響較小。在颱風遠離後引進西南風，在9月13日中部及南部地區仍有強降雨及雷暴，雷雨的天氣持續數日。